# Remus Lungu
Pour les articles homonymes, voir Remus et Lungu.
Pas d'image ? Cliquez ici

a Compétitions nationales et continentales officielles uniquement.

b Matchs officiels uniquement.
Dernière mise à jour le 11 octobre 2013.
Remus Lungu, né le 2 juillet 1980, est un joueur roumain de rugby à XV évoluant au poste de demi d'ouverture.

## Biographie
Formé au Castres olympique il fut champion de France cadets (1996) avec Alexandre Albouy et Grégory Arganese. Il occupe aussi les postes d'arrière et de demi de mêlée.
Son père Adrian Lungu est un des joueurs le plus capé des rugbymen roumains (77 sélections), ayant participé à trois coupes du monde (1987,1991,1995) et qui a joué 5 ans au Castres olympique. Remus Lungu connaît sa première sélection le 3 février 2002 contre le Portugal.
Après avoir joué une saison (2002-2003) en Pro D2, il joua toutes les autres en fédérale 1.
À Poitiers, il est entraîné par l'ancien talonneur (ou 3e ligne) international Jean-François Tordo. A Domont, par l'ancien Racingman international Xavier Blond. Il joue ensuite à Marseille, au Stade phocéen, où il a comme coéquipier Jonah Lomu, avant de rejoindre le SA XV. Il termine sa carrière de joueur à l'US Saintes-rugby en division régionale (honneur).
il commence une carrière d’entraîneur l'US Saintes-rugby en division régionale (honneur) lors de la saison 2014-2015 avant de prendre les rênes de l'équipe première de l'UBJ (union Barbezieux-jonzac) avec Yohan Lavaud en 2015.

## Palmarès
- Champion de France Cadet 1996
- Champion de Roumanie de rugby à 7.

## Statistiques en équipe nationale
- 5 sélections en 2002.
- 2 points (1 transformation).

## Entraîneur
- 2013-2015 : US Saintes rugby
- 2015- Barbezieux[4]